# لونتزان
شهر لونتزان (به فرانسوی: Lontzen) در شهرستان ورویه  در استان لیئژ  در منطقه فدرال والوون در کشور بلژیک واقع شده‌است.